# Javier Moreno Luzón

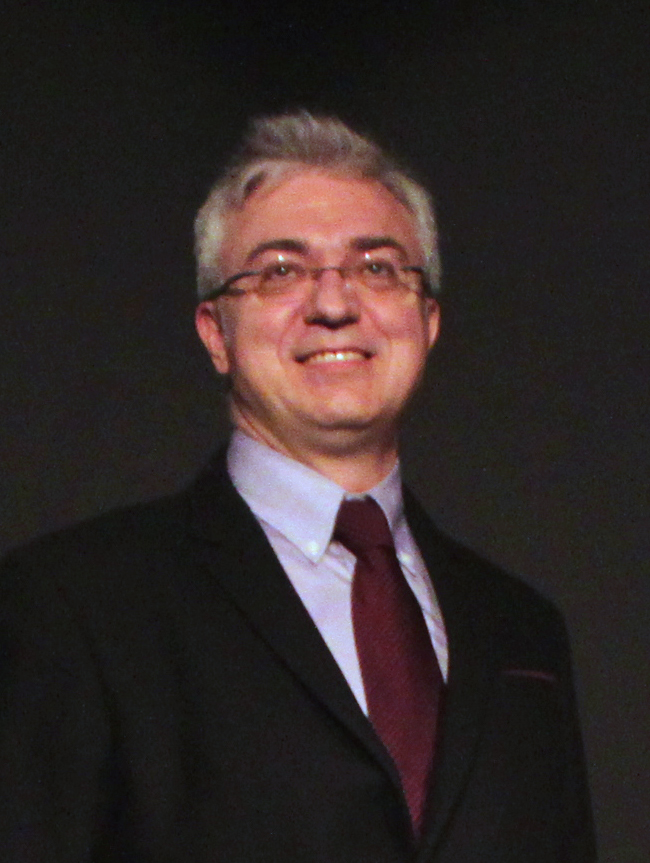
Fotografiado en 2016

Javier Moreno Luzón (1967) es un historiador español, catedrático en la UCM.

## Biografía
Nacido en 1967 en Hellín, es catedrático  de Historia del Pensamiento y de los Movimientos Sociales y Políticos en la Universidad Complutense de Madrid. Ha sido subdirector general del Centro de Estudios Políticos y Constitucionales (2004-2008). Ha escrito estudios sobre las elecciones y el parlamentarismo en la actual Castilla-La Mancha, y el periodo de la Restauración, con una biografía de Álvaro Figueroa y Torres, conde de Romanones. En los últimos años se ha especializado en el estudio del nacionalismo español, con un libro sobre los símbolos nacionales en la España contemporánea.

## Obras
Entre sus trabajos se encuentran:
Autor
- Elecciones y parlamentarios: dos siglos de historia en Castilla-La Mancha (Servicio de Publicaciones, Junta de Comunidades de Castilla-La Mancha, 1993), junto a Eduardo González Calleja.[4]
- Romanones. Caciquismo y política liberal (Alianza Editorial, 1998).[7]
- Restauración y dictadura (Crítica/Marcial Pons, 2009), junto a Ramón Villares.[5]
- Modernizing the Nation: Spain during the Reign of Alfonso XIII, 1902–1931 (Sussex Academic Press, 2012).[6]
- Los colores de la patria. Símbolos nacionales en la España contemporánea (Tecnos, 2017), junto a Xosé M. Núñez Seixas.
- Centenariomanía. Conmemoraciones hispánicas y nacionalismo español (Marcial Pons, 2021).[8]
- El rey patriota. Alfonso XIII y la nación (Galaxia Gutenberg, 2023).[9]

Editor
- Alfonso XIII. Un político en el trono (Marcial Pons, 2003).[10]
- Progresistas. Biografías de reformistas españoles (Taurus, 2006).[11]
- Construir España. Nacionalismo español y procesos de nacionalización (Centro de Estudios Políticos y Constitucionales, 2008).[12]
- Izquierdas y nacionalismos en la España contemporánea (Fundación Pablo Iglesias, 2011)[13]
- Das Urnas ao Hemiciclo – Eleições e Parlamento em Portugal (1878-1926) e Espanha (1875-1923)[14] (Assembleia da República, 2012), junto a Pedro Tavares de Almeida.
- Ser españoles. Imaginarios nacionalistas en el siglo XX (RBA Editores, 2013), junto a Xosé Manoel Núñez Seixas.[15][16]
- Pueblo y nación. Homenaje a José Álvarez Junco (Taurus, 2013), junto a Fernando del Rey y en homenaje a José Álvarez Junco.[17]

## Premios y reconocimientos
- Premio Nacional de Historia de España (2024).[1]